# Svorkovnice
Svorkovnice slouží k rozebíratelnému propojení více vodičů. Může být také součástí elektrického zařízení a sloužit pro připojení přívodních vodičů. Vždy jde o dlouhodobé připojení, které provádí kvalifikovaný odborník. O způsobech připojení, které může spojovat a rozpojovat kdokoli pojednávají články: Konektor (elektrotechnika), Zásuvka (elektrotechnika), Patice. Svorkovnici můžeme popsat také jako více mechanicky spojených, ale elektricky izolovaných svorek.

## Způsoby připojování vodičů
- Svorkovnice se šroubovými svorkami — odizolovaný konec vodiče s plným jádrem nebo licna s nalisovanou koncovkou se vloží pod hlavu šroubu a utáhne. K montáži je nutný šroubovák.
- Svorkovnice s pružinovými svorkami — odizolovaný konec vodiče, případně laněný vodič s nalisovanou dutinkou se zasune do pružinové svorky. Svorky s nulovou zasouvací silou obsahují mechanismus, který po zasunutí vodiče stlačí pružinu a zajistí tak vodič proti vytažení. Zasunout vodič je možné bez nástroje, k vysunutí je nástroj nutný.
- Zářezová svorkovnice — izolovaný vodič se vloží do zářezu v kontaktu a speciálním nástrojem se zatlačí do zúžené části zářezu. Ostrá hrana prořízne izolaci a povrchovou vrstvu vodiče. Vytvoří tak plynotěsný spoj. Toto spojení vyžaduje použití přesně specifikovaného vodiče a nelze ho bez poškození vodiče rozebrat. Běžně se využívá u datových kabelů, pro připojení kroucené dvojlinky.
- Svorkovnice s plochými kolíky — v tělese svorkovnice jsou kolíky - FASTONY. Na ně se nasunují vodiče s nalisovanými dutinkami. Hlavní využití je v motorových vozidlech a tzv. bílé technice (pračky, myčky nádobí, sporáky).
- Pájecí svorkovnice — jako svorkovnice by se dala označit také lišta z izolantu s přinýtovanými pájecími očky.

## Konstrukční provedení svorkovnice

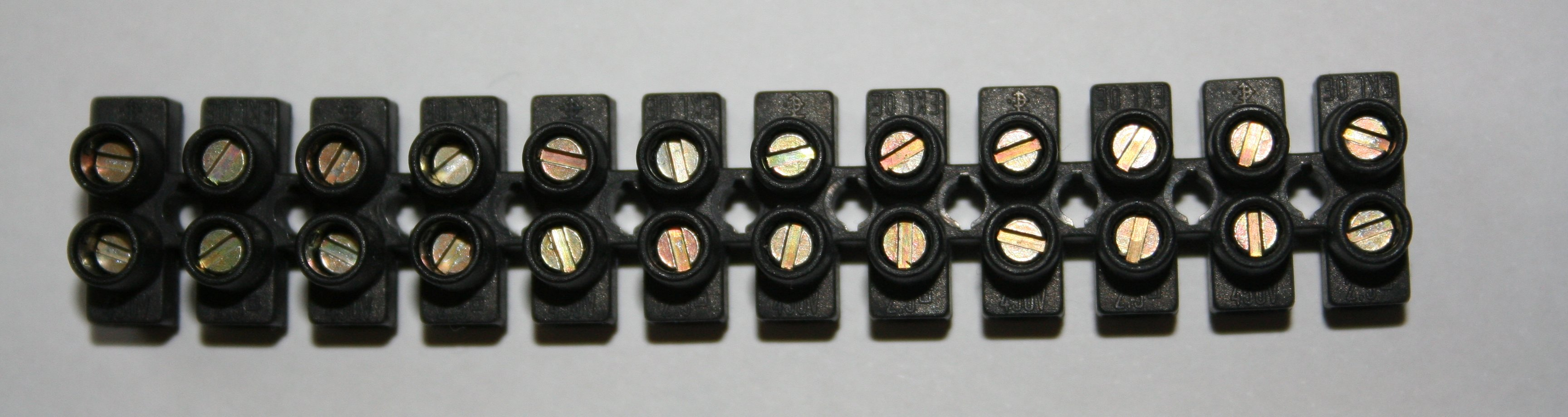
Lustrová svorkovnice

- Lustrová svorkovnice také lámací nebo hovorově „čokoláda“. Vodiče se propojují uvnitř mosazné trubičky se dvěma šroubky. Každý šroubek přitahuje svůj konec vodiče. To celé je zastříknuté do izolačního plastu. Jednotlivé svorky jsou spojeny úzkými můstky s otvorem pro upevňovací šroub. Nožem lze oddělit a použít potřebný počet svorek. V běžném provedení je 12 svorek. Výhodně se používá pro zkušební nebo experimentální zapojení. Vyrábí se několik velikostí pro různé průřezy vodičů. Existuje tvarově stejná, dvou nebo třípólová svorkovnice v izolačním tělísku z elektrotechnického porcelánu. Využívá se pro připojení přisazených svítidel pro lepší tepelnou odolnost.

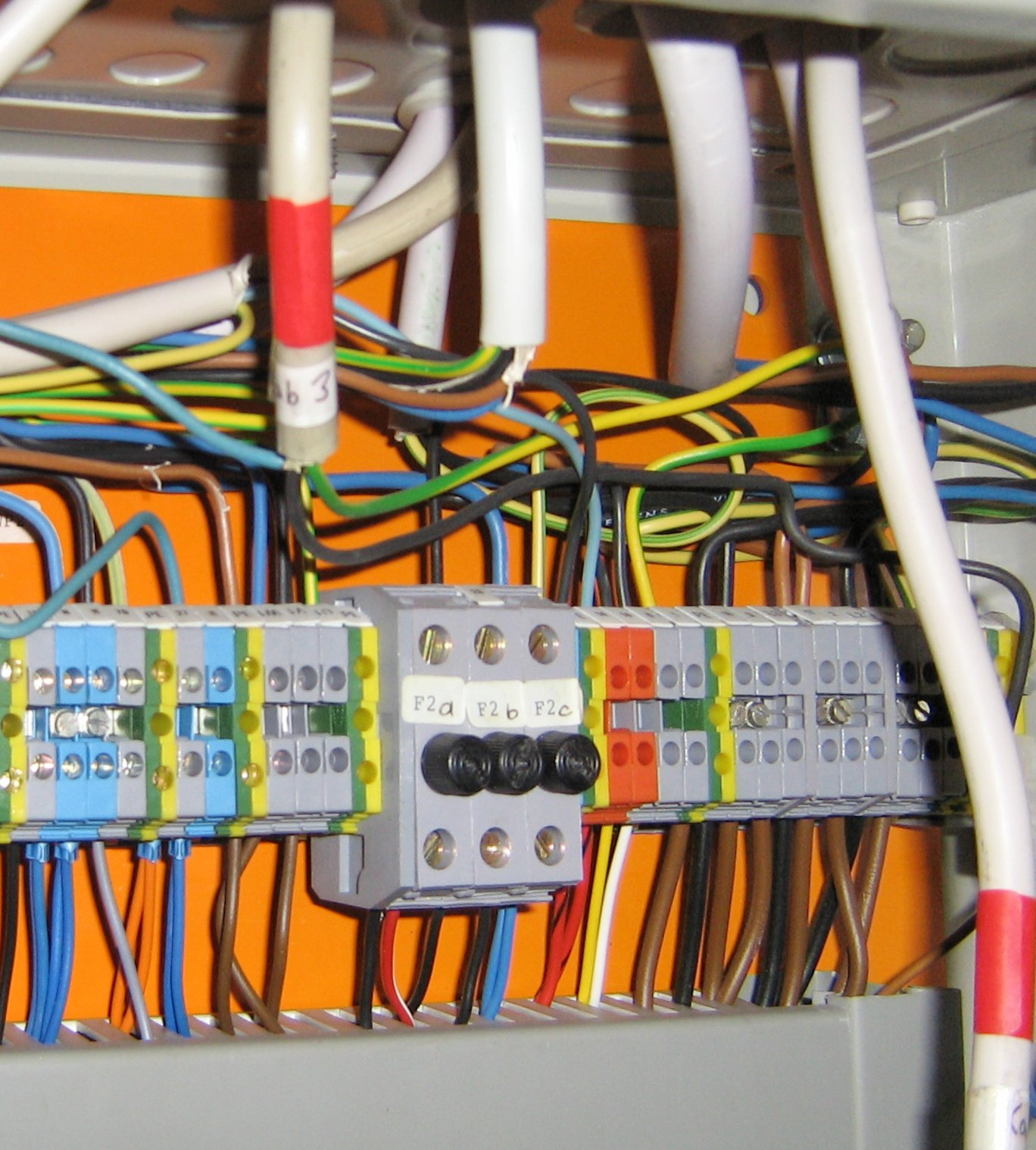
Řadová svorkovnice

- Řadová svorkovnice složená z jednotlivých svorek nasazených na nosné liště. Používá se hlavně v rozvaděčích, proto jsou svorky určeny k osazení na DIN-lištu (TS35), stejně jako modulární přístroje (jističe, stykače, chrániče). Kompletace rozvaděčů se provede včetně vydrátování mimo stavbu v dílně a vodiče se zakončí právě na řadových svorkách. Na svorky se pak už jen připojí kabely, které jsou ve stěnách, žlabech nebo v lištách. Svorky se vyrábějí podle proudového zatížení v několika velikostech, v různých barvách a s různými doplňky. Na svorce většinou je ploška pro popis. Řadové svorkovnice mohou mít jak šroubové, tak pružinové svorky.
- Svorkovnice do DPS se osazují do plošných spojů. Jednu stranu svorkovnice tvoří kolíčky pro zapájení do otvorů nebo kontaktní plošky pro SMT montáž. Druhou stranu svorkovnice tvoří pružinové nebo šroubové svorky pro jednotlivé vodiče.

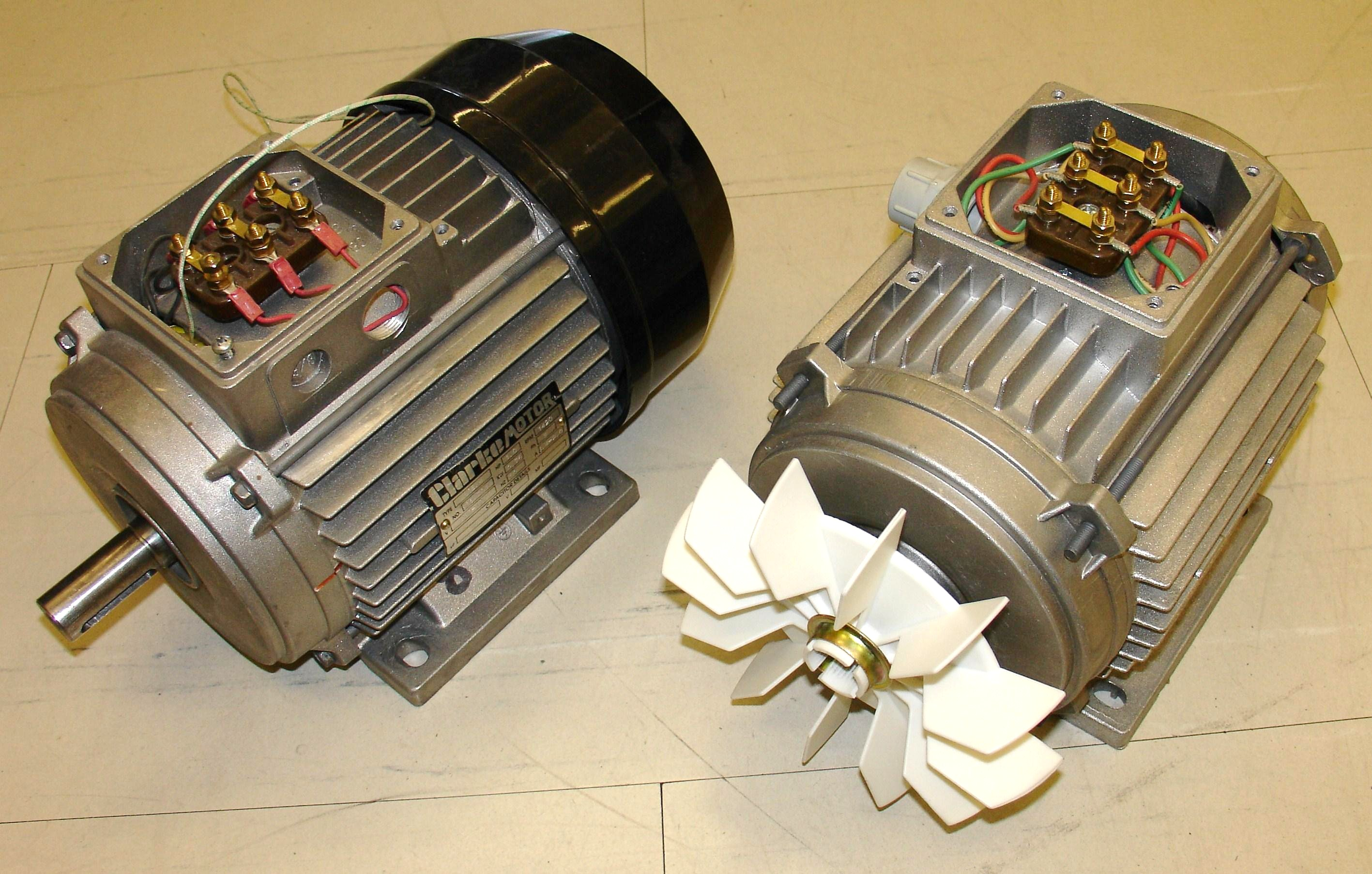
Svorkovnice na částečně demontovaném elektromotoru

- Přístrojové svorkovnice jsou vyrobeny přímo jako součást krytu elektrického zařízení. U elektromotorů jsou to často svorníky pro připojení vodiče s nalisovanými oky nebo třmenové svorky pro připojení odizolovaného konce vodiče. Modulární přístroje do rozvaděčů mají šroubové nebo pružinové svorky. Na automobilovém příslušenství (světlomety, skupinové svítilny) jsou přístrojové svorkovnice realizovány z plochých kolíků — FASTONů.